# Kanji Ishiwara
Kanji Ishiwara (石原 莞爾, Ishihara Kanji, 18 janvier 1889 - 18 août 1949) est un officier de l’Armée impériale japonaise pendant l’ère Shōwa et un idéologue nationaliste connu pour sa théorie de « La guerre finale » opposant le Japon aux États-Unis pour la domination du monde.
C'est poussé par sa conviction que la guerre est inévitable entre le Japon et les États-Unis qu'Ishiwara organise, en 1931 avec Seishirō Itagaki, l’incident de Moukden (ou incident de Mandchourie), de l’invasion de la Mandchourie et la création du Mandchoukouo. Ces évènements créent les conditions de la guerre sino-japonaise et de la guerre du Pacifique. Cependant, en 1941, six mois après Pearl Harbor, en raison de son opposition publique au général Tōjō Hideki et de ses critiques constantes à l'égard de la stratégie suivie par l'Armée impériale (il est partisan de la paix avec la Chine et d'une alliance avec l'Allemagne en vue d'attaquer l'URSS), il est limogé. Après la capitulation japonaise en septembre 1945, malgré son rōle de premier plan dans la marche vers la guerre et la militarisation du Japon, il n'est pas inculpé en tant que criminel au procès de Tokyo mais seulement appelé à témoigner à la barre.

## Biographie

### Enfance
Kanji Ishiwara est né à Tsuruoka (ancien domaine de Shōnai), dans la préfecture de Yamagata. Ishiwara descend d'une famille de samouraïs. Son grand-père Shigemichi occupait un rang relativement élevé dans le clan de Shōnai dont il fut à la fois collecteur d'impōt, maitre d'armes et maitre en études confucéennes. Shigemichi meurt à la fin de la guerre de Boshin. Le clan de Shonai fait partie des vaincus. Son père Ishiwara Keisuke intègre la police en 1883 et termine sa carrière chef du commissariat de police de Hannō (pref. de Saitama). Sa mère Kanei descend également de samouraïs de Shōnai. L'état civil d'Kanji Ishiwara mentionne le 18 janvier comme date de naissance. Keisuke et Kanei avaient donné naissance à six garçons et quatre filles, mais le premier des fils, Izumi, meurt à l’âge de deux mois et le second, Keiji, meurt à l’âge de deux semaines. Kanji est donc de fait l’aîné de la fratrie. Le quatrième fils, Shirō, intègre la Marine impériale. Le cinquième fils, Saburō, meurt à l’âge d'un an. Le dernier fils, Rokurō, est resté célibataire et a consacré sa vie à entretenir la mémoire de son frère en conservant ses lettres, journaux, livres, films et photographies. Rōkuro meurt en 1986. Ces documents sont aujourd'hui à la bibliothèque municipale de Tsuruoka.
Au gré des mutations du père, la famille Ishiwara déménage souvent. Enfant violent mais intelligent, Kanji est un excellent élève de primaire mais de santé fragile. Les archives médicales de l’hōpital de l’université impériale de Tōhoku rapportent qu’il a dû être vacciné à plusieurs reprises contre la rougeole. Enfant, il aime jouer à la guerre avec ses camarades et rêve déjà de devenir général.

### Formation militaire
En 1902, il est reçu à l’examen d’entrée de l’école préparatoire militaire de Sendai. Parmi sa promotion de 51 élèves, il obtient les meilleurs résultats. Il excelle particulièrement dans des disciplines telles que l’allemand, les mathématiques et l’écriture ; la gymnastique et les cours d’escrime (Ken-justsu) ne sont pas son fort.
En 1905, Kanji Ishiwara entre au collège militaire central de Tokyo, où il reçoit notamment des cours d’instruction générale, de maniement des armes et d’équitation. En plus de ses études, il lit des ouvrages sur l’histoire de la guerre et la philosophie. À cette époque, il commence également à lire les ouvrages de Tanaka Chigaku sur le Soutra du Lotus. Comme il réside à Tōkyō, il visite les demeures du général Nōgi Maresuke et de ōguma Shigenobu.
En 1907, il devient cadet à l’Académie de l'armée impériale japonaise de Kyōtō, où il passe son temps à étudier seul comme en cours les sciences militaires, à lire des ouvrages de philosophie et de sociologie ainsi qu'à rendre visite à des notables les jours de congé. En 1909, sur les 350 élèves de sa section, il obtient le troisième résultat mais est rétrogradé au sixième rang pour moqueries et insubordination envers son supérieur.
Diplômé de l’Académie militaire, il intègre l’Armée impériale en tant qu’instructeur. À cette époque, il étudie et écrit des articles pour des revues militaires en réponse à des problèmes tactiques qui y sont posés. Il s’intéresse aussi à la philosophie et à l’Histoire. Il est affecté au 65e régiment d’infanterie de Wakamatsu et part en Corée, annexée en 1910 par le Japon, en garnison à Chuncheon puis à Séoul. Initié à l’idéologie du panasiatisme par Minami Shirō, il se réjouit de la victoire de Sun-Yat-Sen en 1911 et s’écrie devant ses subordonnés « Vive la Révolution chinoise ! »
Sur ordre de son chef de régiment, Ishiwara se voit contraint de passer les examens d’entrée à la Haute École de l’Armée impériale à Akasaka (l'équivalent japonais de l'académie militaire américaine de West-Point). Désireux d’accéder à un poste de commandement mais peu enclin à passer les examens d’entrée, il met peu d’ardeur dans la préparation de ceux-ci, mais réussit malgré tout. Il reçoit des enseignements de stratégie et d’histoire militaire. Bon autodidacte, il n’a pas de difficultés à faire ses devoirs et il complète son temps libre en étudiant la philosophie et la religion. Ses aptitudes en tactique sont élevées et il lui arrive même d’avoir le dernier mot sur ses instructeurs. En 1918, Kanji Ishiwara termine vice-major de sa promotion de soixante élèves (derrière le futur général Suzuki Yorimichi) après avoir présenté un mémoire sur la bataille de Hokuetsu.

### Attaché militaire à l'étranger
Kanji Ishiwara part faire des études en Allemagne de 1922 à 1925, où lit avec avidité les biographies de Napoléon et Frédéric le Grand, et étudie les sciences militaires auprès d’anciens officiers allemands. Il s’adonne également à la photographie. À son retour au Japon, il a acquis une très grande culture militaire.
C’est également durant cette période qu'Ishiwara se convertit au nichirénisme, organisé sous la houlette de l’érudit bouddhiste Tanaka Chigaku et de sa « Société du Pilier national ». Le nichirenisme de Tanaka Chigaku est alors empreint de nationalisme. Selon Nichiren, un ultime conflit devait précéder un âge d’or dans lequel le bouddhisme illuminerait un monde dont le Japon serait le centre. Ishiwara pense alors que le conflit à venir contre la Chine correspond à cette ultime bataille avant l’avènement du bouddhisme-nichiren.

### Invasion de la Mandchourie
En 1928, Ishiwara rejoint l’armée du Guandong comme officier d’état-major. Ayant à l’esprit sa « doctrine de la guerre ultime », il élabore le projet d’invasion de la Mandchourie. Il prépare en juin, avec le colonel Seishirō Itagaki, l’incident de Moukden du 18 septembre 1931 préparatoire à l’invasion de la Mandchourie, territoire trois fois plus grand que le Japon, avec seulement onze mille hommes face aux deux cent trente mille hommes de Zhang Xueliang dont l’armée est trop faible pour rivaliser avec les Japonais. Sans informer l’état-major de l’armée du Guandong ni l’état-major de l’Armée impériale à Tokyo, Ishiwara ordonne à ses unités de s’emparer des villes de Mandchourie. Son action rapide prend de court les politiciens japonais et attire les foudres de la communauté internationale à l’encontre du Japon. Après l’invasion, la politique japonaise vis-à-vis de la Mandchourie passe rapidement d’une politique d’occupation vers une politique encourageant l’indépendance de la région (en réalité État fantoche) mise en valeur par les slogans « Roi vertueux pays heureux » et « coopération des cinq peuples » (japonais ; chinois ; coréens ; mandchous et mongols). Selon l’idéal d'Ishiwara, adepte du panasiatisme, l’État du Mandchoukouo devait devenir une sorte d’« États-Unis » de l’Orient, enfanté par la Chine et le Japon dont les Japonais eux-mêmes devraient acquérir la nationalité, constituant ainsi la première étape dans la préparation d’un combat décisif nippo-américain, conflit final.
Quant à son initiative impromptue, Ishiwara pensait qu’il serait disgracié voire exécuté pour insubordination. Or ses faits d’armes lui apportent l’inverse puisqu’il est adulé par les officiers d’extrême droite et les milieux nationalistes pour son initiative. En 1932, il se rend en Europe en tant qu'attaché militaire de la délégation japonaise pour assister à la Conférence de Genève. En août 1933, il retourne à Sendai pour se voir confier la tête du 4e régiment d’infanterie.

### Incident du 26 février
En 1935, Kanji Ishiwara est promu chef d’opérations à l’état-major de l’Armée impériale à Tokyo, ce qui lui offre une bonne position pour imposer ses vues quant au futur du Japon. Favorable à la « Restauration de Shōwa » prōnée par le philosophe d’extrême droite Kita Ikki, il envisage la création d’un parti unique de « défense nationale » mettant en œuvre une économie planifiée et où les politiciens véreux seraient chassés du pouvoir. Pourtant, au moment de l’incident du 26 février 1936, un groupe de jeunes officiers d’extrême droite (faction de la voie impériale) tente de s’emparer du pouvoir en occupant ses postes stratégiques. Les personnes voulant se rendre dans leurs bureaux sont questionnées sur leur appartenance à la faction militaire d’extrême droite (Kōdō-ha) ou conservatrice (Toseiha). Pour pouvoir se rendre à son bureau, Ishiwara déclara qu’il appartenait à la « faction mandchoue » mais il fut menacé d’un revolver par son propre subordonné, Andō Teruzō, à qui il répondit alors : « Ne te sers pas de l’arme de Sa Majesté si tu veux me tuer, fais-le de tes propres mains. » Il se voit de nouveau menacé, sans conséquences graves, par Kurihara Yasuhide. Contrairement à ce que pensaient les rebelles, Ishiwara ne rejoint pas le coup d’État et appelle à l’instauration d’une cour martiale pour juger les rebelles. Il se retrouve à la tête de celle-ci.

### Disgrâce et retrait de l'armée
En 1937, au moment où éclate la guerre sino-japonaise, Ishiwara est promu chef d’opérations aux quartiers généraux de l’Armée impériale. À ce moment, l’état-major de l’Armée impériale est hostile à un élargissement des fronts, et Ishiwara, qui souhaite un renforcement des troupes au Mandchoukouo en vue d’une guerre contre l’Union soviétique tolère difficilement de voir hommes et matériel absorbés dans la guerre contre la Chine. En tant que responsable des opérations du front en Mongolie, Ishiwara tente de convaincre sa hiérarchie mais reste coi devant les moqueries du général Mutō Akira, chef des opérations en Chine : « Général Ishiwara, nous nous sommes habitués à votre façon d’agir depuis la Mandchourie. » Prévoyant un enlisement de la guerre, il réclame l’arrêt de l’expansion du front et participe à la médiation du Trautmann mais, étant en désaccord avec les chefs d’état-major de l’armée du Guandong comme Tōjō Hideki, Ishiwara est rétrogradé de son poste de chef d’opérations dans l’état-major de l’armée à vice-chef d’état-major de l’armée du Guandong au mois de septembre 1937.
Le mois suivant, il prend ses fonctions à Changchun, capitale du Mandchoukouo. Vers le printemps 1938, ses désaccords avec Tōjō Hideki sur la conduite de la guerre se font plus profonds et l’inimitié entre Ishiwara et Tōjō devient plus prononcée. En effet, Ishiwara réalise que ses collègues de l’armée du Guandong n’ont pas l’intention de faire du Mandchoukouo un État indépendant administré par les Mandchous eux-mêmes et qui serait le centre du panasiatisme dont il rêve, mais de l’administrer comme une simple colonie. Ishiwara médit sur Tōjō qu’il surnomme « le caporal Tōjō ». Ishiwara ne se prive pas de critiquer les commandants de l’armée du Guandong. Il va jusqu’à proposer une réduction de salaire des officiers. Devenu gênant pour sa hiérarchie, Ishiwara est révoqué de l’état-major de l’armée du Guandong et, en 1939, promu général de division. On lui confie le commandement de la 16e division d’infanterie à Kyōtō. Cependant, il est mis en réserve en mars 1941.  Ishiwara se consacre alors à l’écriture ; il donne également des conférences où il milite en faveur du panasiatisme et contre l’invasion de la Chine.

### Professeur à l'Université de Ritsumeikan
En avril 1941, Ishiwara reçoit une proposition de poste à l’université de Ritsumeikan (Kyōto) sur l’invitation du président Nakagawa Kojûrō qui vient alors d’introduire une chaire sur la défense nationale. Ishiwara, estimant que les connaissances militaires du Japon sont faibles comparées à celles de l’Occident, pense que des cours de sciences militaires sont nécessaires à l’université. Il accepte la chaire. Il se dit également qu’il pourrait avoir une influence sur le ministère de l’Éducation. D’après le syllabus de l’Université de Ritsumeikan de 1941, la création d’un cours de défense nationale fait suite à l’abandon de l’idée que les questions de défense sont une chose réservée aux militaires et qu’il est impératif que les civils acquièrent des connaissances en la matière. Ishiwara donne des cours une ou deux fois par semaine et enseigne également l’équitation. Il consacre son temps libre à la lecture.
Cependant, étant sous la surveillance de son meilleur ennemi politique, le général Tōjō, il arrive parfois qu’assistent à ses cours des membres de la Kempeitai afin d’en contrôler le contenu. Comme la pression devient trop forte, il doit abandonner son poste. Il quitte Kyoto en 1942 pour revenir dans son village natal, où il reste jusqu’à la fin de la guerre. Il y écrit un ouvrage, La Défense et la politique, et y étudie l’agriculture.

### Critique de la politique japonaise
Concernant la guerre du Pacifique, Ishiwara est résolument contre l’idée de faire la guerre pour du pétrole et est favorable à un accord entre les États-Unis et le Japon similaire à celui proposé dans la note Hull. Sur un plan stratégique, il explique, après la guerre, qu’en ayant fait de Saipan le point ultime de l’expansion vers le sud et qu’en ayant fortifié l’île, le Japon aurait pu être invincible. Il tente également de trouver une solution pour négocier la paix entre la Chine et le Japon avec Miao Ping, mais échoue en raison de l’opposition de Mamoru Shigemitsu et Yonai Mitsumasa.
Il milite également en faveur de l’établissement d’une « Ligue d’Asie de l’Est » dans laquelle la Chine, le Japon, le Mandchoukouo et la Corée formeraient un bloc économique et militaire unifié. Après la guerre, il exerce également une influence dans les partis de droite. C’est également un adepte convaincu de l'école bouddhique Nichiren et sa « théorie du conflit ultime » érige la guerre comme une guerre sainte destinée à unifier les peuples majoritairement bouddhistes d'Asie contre un monde occidental perçu comme décadent et source de persécution, raison pour laquelle le Général Ishiwara était un pan-asiatique convaincu.

### Après la guerre
Du fait de son opposition au général Tōjō, Kanji Ishiwara ne fait pas l’objet d’accusation de crime de guerre. Il est seulement appelé à comparaître comme témoin au procès de Tokyo. Il objectera que l’invasion de la Mandchourie était un acte purement défensif. Il critiquera également le président Truman pour le bombardement de civils japonais. Ishiwara a affirmé que ce sont les Américains qui ont forcé le Japon, isolé jusqu'au XIXe siècle, à s'ouvrir, et il a encouragé les Japonais à se renseigner sur l'agression des grandes puissances occidentales. Il a déclaré sarcastiquement que le commodore Matthew C. Perry, qui a conduit le Japon dans la compétition internationale, devrait être convoqué et puni comme criminel de guerre.
À partir de l'automne 1946, il vit dans une ferme à Takase-mura, préfecture de Yamagata, et meurt d'un cancer de la vessie le 15 août 1949.

## Kanji Ishiwara dans les médias
Un film documentaire d'une durée de 1 h 20 min, intitulé Général Ishiwara - l'homme qui déclencha la guerre, écrit par Bruno Birolli, Olivier Heinemann, Guillaume Podrovnik et Stéphanie Roussel, et réalisé par Paul Jenkins, a été coproduit par Subreal Productions et Arturo Mio pour la chaîne franco-allemande Arte en 2012.
Un livre du même nom, Ishiwara, l'homme qui déclencha la guerre  par Bruno Birolli, est copublié par Arte Editions et Armand Colin,,.